# Liste der Biografien/Berh
Liste der Biografien |
Portal Biografien |
Personensuche
# |
A |
B |
C |
D |
E |
F |
G |
H |
I |
J |
K |
L |
M |
N |
O |
P |
Q |
R |
S |
T |
U |
V |
W |
X |
Y |
Z |
?
 
Ba |
Be |
Bd |
Bg |
Bh |
Bi |
Bj |
Bl |
Bm |
Bn |
Bo |
Br |
Bs |
Bu |
Bw |
By |
Bz
 
Bea–Beb |
Bec |
Bed |
Bee |
Bef |
Beg |
Beh |
Bei |
Bej |
Bek |
Bel |
Bem |
Ben |
Beo |
Bep |
Beq |
Ber |
Bes |
Bet |
Beu |
Bev |
Bew |
Bex |
Bey |
Bez
 
Bera |
Berb |
Berc |
Berd |
Bere |
Berf |
Berg |
Berh |
Beri |
Berj |
Berk |
Berl |
Berm |
Bern |
Bero |
Berq |
Berr |
Bers |
Bert |
Beru |
Berv |
Berw |
Berx |
Bery |
Berz
Die Liste der Biografien führt alle Personen auf, die in der deutschsprachigen Wikipedia einen Artikel haben. Dieses ist eine Teilliste mit 18 Einträgen von Personen, deren Namen mit den Buchstaben „Berh“ beginnt.

## Berh

### Berha
- Berhalter, Gregg (* 1973), US-amerikanischer Fußballspieler und -trainer
- Berhalter, Sebastian (* 2001), US-amerikanischer FußballspielerSebastian Berhalter (* 2001)

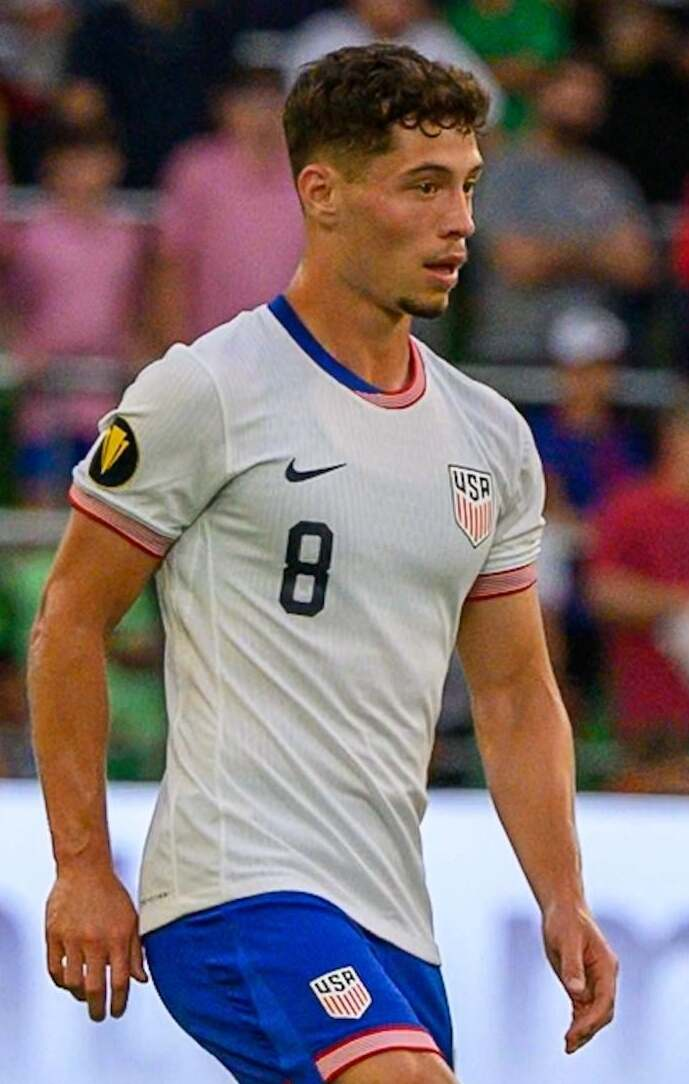
Sebastian Berhalter (* 2001)

- Berhane, Dagmawit Girmay (* 1975), äthiopische Sportfunktionärin
- Berhane, Natnael (* 1991), eritreischer Radrennfahrer
- Berhanu, Dejene (1980–2010), äthiopischer Leichtathlet
- Berhanu, Lemi (* 1994), äthiopischer Marathonläufer
- Berhault, Patrick (1957–2004), französischer Bergsteiger
- Berhausen, Rudi Josef (* 1961), deutscher Fußballspieler
- Berhaut, Marie (1904–1993), französische Kunsthistorikerin

### Berhe
- Berhe, Betiel (* 1982), deutsche Ökonomin und Aktivistin
- Berhe, Saron (* 2007), äthiopische Mittelstreckenläuferin
- Berhe, Tekan (* 2003), äthiopische Langstreckenläuferin
- Berhe, Welay (* 2001), äthiopischer Radrennfahrer
- Berheide, Bodo (* 1944), deutscher Künstler und Bildhauer
- Berheide, Hauke (* 1980), deutscher Komponist
- Berhen, Marija (* 2001), ukrainische Tennisspielerin

### Berho
- Berhoff, Fred (1936–2008), deutscher Schauspieler
- Berhouzouq, Jean (* 1873), französischer Kunstturner